# クマコケモモ

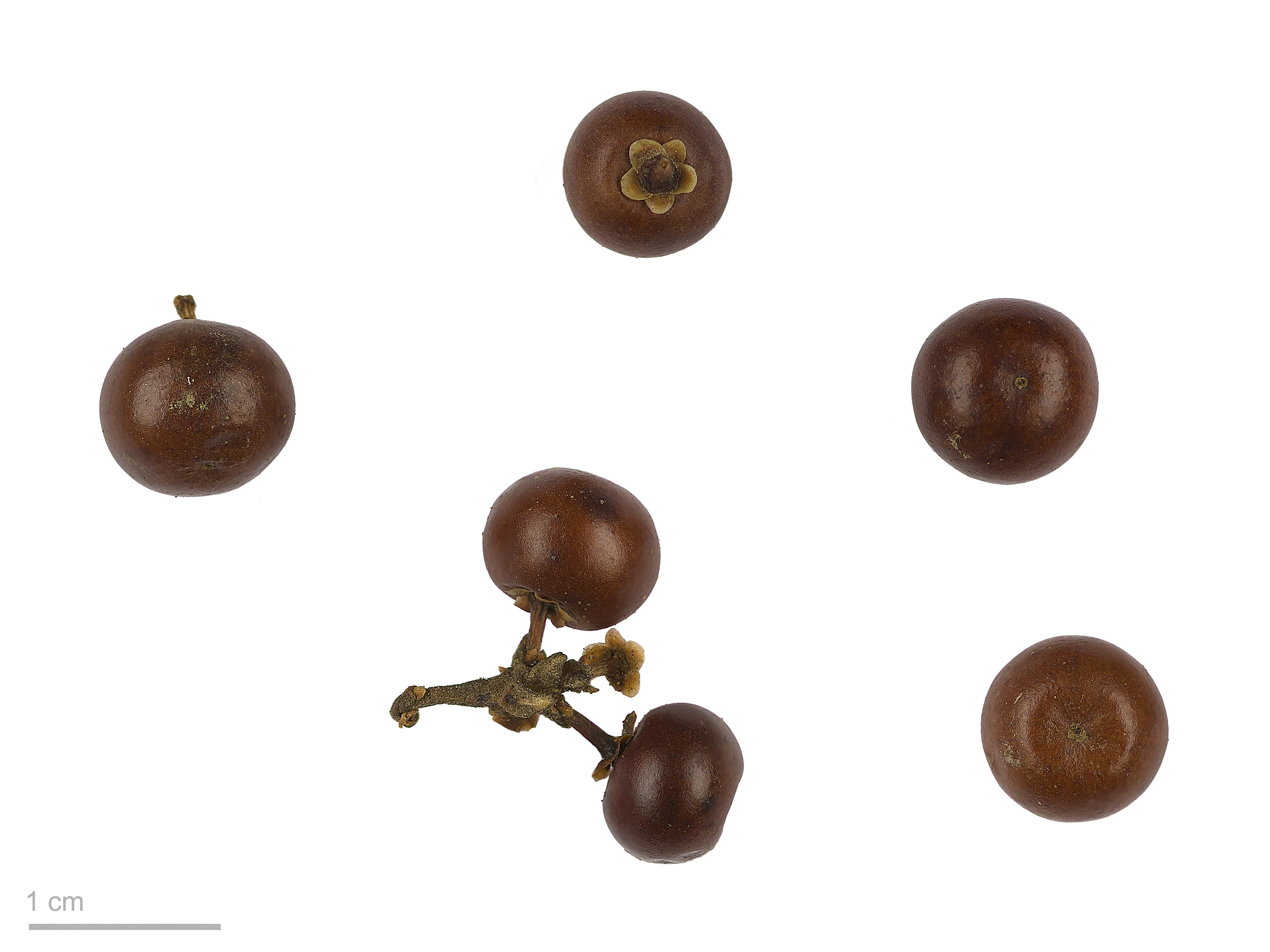
Arctostaphylos uva-ursi

クマコケモモ（熊苔桃、 Arctostaphylos uva-ursi）はツツジ科の常緑低木。別名、ウバウルシ、ウワウルシ。ウワウルシの名称は、種小名の「uva-ursi」（ウワ＝ウルシ）が由来であり、ウルシ科の植物ではない。種小名の「uva-ursi」はラテン語の「クマのブドウ」という意味で、和名もこれが由来となっている。

## 特徴
北半球の原野や高山に自生する。高さ50cmほど。葉は矩形もしくは円形で2.5センチメートル程度になる。
花期は春〜初夏で、釣鐘型をしたピンク色の小花をいくつか咲かせる。果実は赤く熟し、中に種子が5つある。酸味が強く食用には向かない。

## 利用
葉は強い殺菌・収れん作用があり、尿路殺菌剤として用いることがある。日本薬局方に生薬「ウワウルシ」として収録されている。最近では、メラニン抑制効果が認められたことから、化粧品に配合されることが多い。
主成分はアルブチン、エラグ酸などのタンニンなど。尿路消毒薬の原料としても使われる。
アメリカインディアンはこれらのハーブを混ぜてタバコとして喫煙する。煙にも爽やかな酸味が感じられる。アメリカインディアン居留地などで、お土産として購入可能。
匍匐性の植生から、園芸ではカバープランツとして利用されている。